# Oplurus saxicola
Espèce
Statut de conservation UICN

 LC  : Préoccupation mineure
Oplurus saxicola est une espèce de sauriens de la famille des Opluridae.

## Répartition
Cette espèce est endémique de la province de Toliara à Madagascar.

## Étymologie
Le nom de cette espèce, saxicola, vient du latin saxum, pierre, et de colere, qui habite, en référence à son habitat.

## Publication originale
- Grandidier, 1869 : Descriptions de quelques animaux nouveaux découverts, pendant l'année 1869, sur la côte ouest de Madagascar. Revue et Magazine de Zoologie (Paris), ser. 2, vol. 21, p. 337-342 (texte intégral).